# Izel-lès-Équerchin
Izel-lès-Équerchin ist eine französische Gemeinde mit 1.303 Einwohnern (Stand: 1. Januar 2022) im Département Pas-de-Calais in der Region Hauts-de-France (vor 2016: Nord-Pas-de-Calais). Sie gehört zum Arrondissement Arras und zum Kanton Brebières.

## Lage
Die Gemeinde Izel-lès-Équerchin liegt etwa 14 Kilometer nordöstlich von Arras und zwölf Kilometer südöstlich von Lens. Hier entspringt der Fluss Escrebieux. Umgeben wird Izel-lès-Équerchin von den Nachbargemeinden Drocourt im Norden, Hénin-Beaumont im Norden und Nordosten, Quiéry-la-Motte im Osten, Vitry-en-Artois im Südosten und Süden, Fresnes-lès-Montauban im Süden, Neuvireuil im Südwesten und Westen sowie Bois-Bernard im Nordwesten. Durch die Gemeinde führt die Autoroute A1.

## Bevölkerungsentwicklung
| Jahr                       | 1962 | 1968 | 1975 | 1982 | 1990 | 1999 | 2006 | 2013 | 2022 |
| -------------------------- | ---- | ---- | ---- | ---- | ---- | ---- | ---- | ---- | ---- |
| Einwohner                  | 778  | 800  | 835  | 795  | 817  | 779  | 881  | 930  | 1303 |
| Quellen: Cassini und INSEE |      |      |      |      |      |      |      |      |      |

## Sehenswürdigkeiten

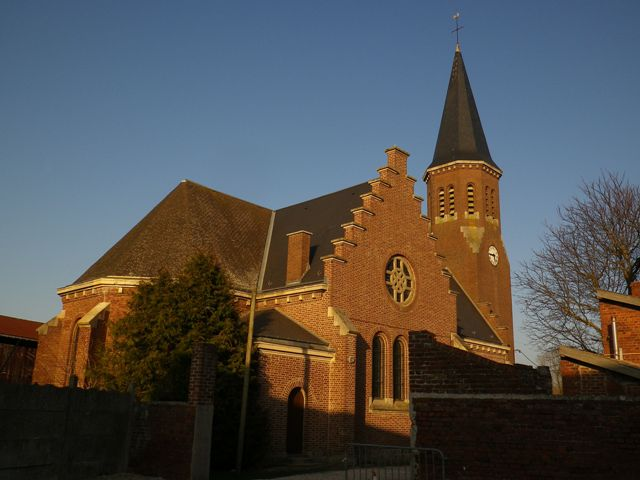
Kirche Saint-Martin

- Kirche Saint-Martin